# Zair
Zair (také Zaire, oficiálně Republika Zaire, francouzsky République du Zaïre) byl mezi lety 1971 a 1997 název státu ve střední Africe, který byl později, poté co skončila éra vládce Mobutua Seseho Seka, přejmenován na Demokratickou republiku Kongo. Název státu pocházel od jména řeky Kongo, která byla v portugalštině někdy nazývána Zaire, což pochází z konžského slova nzere nebo nzadi ("řeka, která polyká všechny řeky").
Zaire bylo státem jedné strany, kterému vévodilo Lidové revoluční hnutí (Mouvement Populaire de la Révolution) a diktatura vládce Mobutua Seseho Seka. Ten převzal moc během vojenského převratu v roce 1965 po pěti letech politického poprasku v zemi po získání nezávislosti, který vešel ve známost jako konžská krize. Zaire mělo silně centralistický charakter a cizí majetek byl znárodněn. Pod Mobutuovým vedením byla také zahájena širší kampaň, zvaná Authenticité, která měla zemi zbavit vlivů z koloniální éry Belgického Konga. S koncem americké podpory ke konci studené války byl v roce 1990 Mobutu nucen vyhlásit novou republiku a vyrovnat se s požadavky na změnu. Během odluky byla Mobutova vláda charakterizována rozšířeným klientelismem a ekonomickou korupcí.
Zaire se zhroutilo v roce 1996 uprostřed destabilizace východních částí státu v důsledku rwandské genocidy a rostoucího násilí. Následující rok vedl proti Mobutuovi povstání Laurent-Désiré Kabila. Povstalecké síly získaly území na východě a Mobutu uprchl ze země do marockého exilu, kde během čtyř měsíců zemřel.